# Важка переправа
«Важка переправа» — радянський художній фільм 1964 року, режисера Меліса Убукеєва. Фільм відомий також під назвою «Білі гори».

## Сюжет
Дія відбувається під час встановлення Радянської влади в Киргизії в 1918 році. Юнак Мукаш рятує свою кохану, 13-річну Уулджан, продану в дружини старому волосному. Мукаш і Уулджан вирішують піти з аулу в місто. По дорозі їх наздоганяють гінці, Мукаш веде їх за собою і гине.

## У ролях
- Шайїрбек Кобегенов — Мукаш
- А. Абаєва — Уулджан
- Бакен Кидикеєва — мати Уулджан, сліпа
- Муратбек Рискулов — аксакал
- Болот Бейшеналієв — брат
- В'ячеслав Жариков — Митрій
- Калийча Рисмендієва — бабуся
- Совєтбек Джумадилов — родич
- Амангельди Айталієв — епізод
- Рудольф Панков — росіянин
- Толеш Океєв — Калибек

## Знімальна група
- Режисер — Меліс Убукеєв
- Сценаристи — Микола Рожков, Меліс Убукеєв
- Оператор — Кадиржан Кидиралієв
- Композитор — Валентин Кончаков
- Художник — Совєт Агоян